# Jan Kopczyński
Jan Kazimierz Kopczyński (ur. 24 czerwca 1876 w Warszawie, zm. 5 lutego 1939 tamże) – polski prawnik, adwokat, sędzia i prezes Najwyższego Trybunału Administracyjnego. W latach poprzedzających wybuch I wojny światowej należał do aktywnych uczestników życia szachowego Warszawy.

## Życiorys
Urodził się w rodzinie Kazimierza i Anny z Kownackich (1851–1902). Do gimnazjum uczęszczał w Kielcach, po jego ukończeniu w 1896 przyjechał do Warszawy i podjął studia uniwersyteckie, początkowo na wydziale matematyczno-fizycznym, następnie prawnym. Dyplom Cesarskiego Uniwersytetu Warszawskiego w dziedzinie prawa uzyskał w 1901. Polskie pochodzenie zamknęło mu drogę do pracy w sądownictwie; odbył w tej sytuacji praktykę w adwokaturze, uzyskał wpis na listę adwokatów i od 1907 prowadził własną kancelarię, początkowo w Grodzisku Mazowieckim, następnie w Sosnowcu. Jednocześnie od 1898 pracował w zarządzie Drogi Żelaznej Warszawsko-Wiedeńskiej (w wydziale kontrolnym, potem w wydziale prawnym). Od czasów studenckich zaangażowany był w działalność polityczną, należał do tajnej organizacji polskiej na studiach, a od 1905 był członkiem prawicowego Narodowego Związku Robotniczego.
W 1914, w związku z wybuchem wojny, razem z personelem Kolei Warszawsko-Wiedeńskiej ewakuowany został do Rosji; przebywał początkowo w Moskwie, potem w Kijowie i należał do aktywnych postaci polskiej emigracji, pełniąc funkcje prezesa Stowarzyszenia Pracowników Kolejowych-Polaków na Rusi oraz wiceprezesa Stowarzyszenia Ewakuowanych Kolejarzy-Polaków w Kijowie. W 1918 powrócił do Polski, w niepodległym kraju podejmując pracę w sądownictwie. Został w tymże roku mianowany sędzią Sądu Okręgowego w Zamościu. W lipcu 1919 przeszedł do Departamentu Legislatywnego Prezydium Rady Ministrów, gdzie powierzono mu obowiązki naczelnika Wydziału Wniosków Ustawodawczych. W tym charakterze uczestniczył w pracach nad projektami ustaw i rozporządzeń, w tym ustawy o Najwyższym Trybunale Administracyjnym, ustawy emerytalnej oraz ustawy o państwowej służbie cywilnej.
Ustawę o Najwyższym Trybunale Administracyjnym przyszło mu niebawem realizować praktycznie; po ustanowieniu Trybunału w 1922 Kopczyński został mianowany jego sędzią, a w listopadzie 1924 otrzymał nominację na prezesa. Odegrał dużą rolę w kształtowaniu polskiego orzecznictwa administracyjnego. Wieloletni sędzia Sądu Najwyższego Mieczysław Szerer scharakteryzował jego działalność następująco: „Choć nie pozostawił po sobie wielu ksiąg, był najistotniej twórczy. Przemyślane i uzasadnione przez Kopczyńskiego rozstrzygnięcia zawierały szereg trwałych wskazań”. Od 1933 Kopczyński stał na czele organu powołanego do rozstrzygania sporów o właściwość pomiędzy sądami a organami administracyjnymi — Trybunału Kompetencyjnego (wraz z Bolesławem Pohoreckim).
Z inicjatywy Kopczyńskiego powstał Polski Instytut Nauk Administracyjnych; był on również prezesem zarządu głównego Stowarzyszenia Prawników Administratywistów. Przyczynił się do włączenia polskiego rządu do prac w Międzynarodowym Instytucie Nauk Administracyjnych (z siedzibą w Brukseli), w którym sam pełnił funkcję wiceprezesa. Uczestniczył w zagranicznych kongresach Instytutu, a w 1936 był inicjatorem Międzynarodowego Kongresu Nauk Administracyjnych w Warszawie.
Kopczyński ogłosił drukiem kilka komentarzy do ustaw, m.in. Przepisy normujące stosunek państwowej służby cywilnej (1925) i Przepisy normujące prawa emerytalne funkcjonariuszy państwowych i wojska (1926). W 1929, w referacie Czy należy utworzyć Radę Stanu RP i jak ją zorganizować?, przygotowanym na III Zjazd Prawników Polskich, wypowiedział się za utworzeniem instytucji Rady Stanu. Przygotował też kilka prac na potrzeby Międzynarodowego Instytutu Nauk Administracyjnych, m.in. o zagadnieniu urzędniczym w Polsce, o ochronie praw obywateli w polskim prawie administracyjnym oraz o polskim orzecznictwie administracyjnym.
Aktywność szachowa Jana Kopczyńskiego przypadła na lata 1896–1914. Już jako student debiutował w rozgrywkach turniejowych w 1896, podczas trzecich mistrzostw Warszawy, zajmując jednak jedno z dalszych miejsc; rok później znalazł się na miejscu IV. Nie ograniczał się do gier turniejowych, był stałym bywalcem warszawskich kawiarni (głównie „Udziałowej” i Nowickiego), gdzie za rywali w towarzyskich potyczkach miał m.in. Aleksandra Flamberga, Artura Popławskiego, Józefa Żabińskiego, Kazimierza Piotra Miłkowskiego, Jana Sobieszczańskiego, Salomona Langlebena, Jana Kleczyńskiego (młodszego), Mojżesza Łowckiego, Zdzisława Belsitzmana. Po utworzeniu Warszawskiego Towarzystwa Zwolenników Gry Szachowej wystąpił w kilku turniejach rozegranych pod jego auspicjami, wielokrotnie plasując się w czołówce, zazwyczaj w okolicy III-IV miejsca. Był m.in. na dzielonym III-IV miejscu w turnieju rozegranym na przełomie 1899 i 1900, uzyskując pozytywny bilans z faworytami Szymonem Winawerem i Janem Taubenhausem; z Winawerem, który okazał się zwycięzcą turnieju, Kopczyński wygrał jedną partię i jedną partię przegrał, natomiast z drugim w końcowej klasyfikacji Taubenhausem wygrał i zremisował po jednej partii. W 1914 Kopczyński miał też okazję zagrać partię z Akibą Rubinsteinem (uległ bardziej znanemu rywalowi). Od chwili ewakuacji do Rosji po wybuchu I wojny światowej Kopczyński wycofał się z aktywności sportowej, nie powracając już do szachów w niepodległej Polsce.
W 1923 Kopczyński zainicjował działalność, a następnie pełnił funkcję prezesa rady nadzorczej spółdzielni budowlano-mieszkaniowej Kolonia Staszica w Warszawie. 
Od 16 stycznia 1901 był żonaty ze Stanisławą z Babskich (1879–1969).
Zmarł 5 lutego 1939 w Warszawie. Spoczywa na cmentarzu Powązkowskim (kwatera 268-1-13).

## Ordery i odznaczenia
- Krzyż Komandorski z Gwiazdą Orderu Odrodzenia Polski (11 listopada 1937)[3]
- Krzyż Komandorski Orderu Odrodzenia Polski (2 maja 1923)[4][5]
- Krzyż Oficerski Orderu Odrodzenia Polski[4]
- Krzyż Kawalerski Orderu Odrodzenia Polski[4]
- Złoty Krzyż Zasługi (dwukrotnie: 9 listopada 1931[6], pośmiertnie 11 kwietnia 1939[7])
- Medal Dziesięciolecia Odzyskanej Niepodległości
- Srebrny Medal Za Długoletnią Służbę
- Wielki Oficer Orderu Korony Rumunii (Rumunia)
- Wielki Oficer Orderu Leopolda (Belgia)